# The Dark Heart of Uukrul
The Dark Heart of Uukrul (с англ. — «Тёмное сердце Уукрула») — компьютерная игра для DOS, изданная в 1990 году компанией Brøderbund Software. Является двумерной игрой жанров RPG и квест.
Несмотря на небольшой объём игры (примерно 800 килобайт), прямоугольные лабиринты, представляющие игровое пространство, чрезвычайно разветвлены и обширны. Как и во многих других ролевых играх, цель игрока — набрать партию из четырёх человек, пройти по лабиринтам через цепочку «санктуариев» (убежищ, снабженных телепортами), найти и убить Уукрула, попутно решив множество загадок и головоломок.

## Особенности игрового процесса
Группа персонажей состоит из традиционных для ролевых игр воина, мага, священника и паладина. В игре эта группа может находиться в одном из состояний:
1. Перемещение по лабиринтам. Группа является единым целым и занимает целиком одну «клетку» карты. Игрок управляет перемещением группы в «виде от первого лица» по лабиринту со стенками, дверьми, объектами.
2. Сражение против группы противников. Игрок управляет перемещениями персонажей и их действиями в «виде сверху».
3. торговля в магазинах в виде построчного меню с выбором предметов алфавитно-цифровой клавишей.
4. Обращение с вещами в виде аналогичного меню.
5. Отдых в местах, называемых sanctuary. Только здесь игрок может совершить сохранение игры.

Всё управление — с клавиатуры. Все действия — пошаговые.